# Cmentarz wojenny nr 121 – Biesna
Cmentarz wojenny nr 121 w Biesnej – austriacki cmentarz z  I wojny światowej znajdujący się w Biesnej w województwie małopolskim, w powiecie gorlickim, w gminie Łużna. Jeden z ponad 400 zachodniogalicyjskich cmentarzy wojennych zbudowanych przez Oddział Grobów Wojennych C. i K. Komendantury Wojskowej w Krakowie. W IV okręgu Łużna cmentarzy tych jest 27.

## Opis cmentarza
Znajduje się on na skraju lasu przy drodze wojewódzkiej nr 977 obok przystanku autobusowego.
Cmentarz zaprojektował kierownik artystyczny okręgu IV Jan Szczepkowski. Zbudowany jest na planie prostokąta. Od frontu i od tyłu ogrodzony jest kamiennymi słupami połączonymi parą metalowych rur i kamienną podmurówką, a z boków kamiennym murem. Wejście stanowi dwuskrzydłowa metalowa furtka.
Naprzeciw wejścia, w tylnej części ogrodzenia jest ściana pomnikowa z górującym nad nią krzyżem łacińskim. W zagłębieniu ściany umiejscowiona jest tablica z inskrypcją w języku niemieckim następującej treści:
KOMMT NICHT MIT KRÄNZEN,

KOMMT MIT OFFNEN SINNEN,

UM AUFZUNEHMEN UND IN

TREUEN HERZEN

HINWEGZUTRAGEN DIESER

STÄTTE MAHNUNG:

SEID EINIG, SELBSTLOS,

MUTIG UND GETREU!
Można to przetłumaczyć następująco::
NIE PRZYCHODŹCIE Z WIEŃCAMI,

PRZYCHODŹCIE Z OTWARTYMI UMYSŁAMI

BY PRZYJĄĆ I W CZYSTYCH SERCACH

ZACHOWAĆ PRZESTROGĘ TEGO MIEJSCA:

BĄDŹCIE ZGODNI, OFIARNI, ODWAŻNI I WIERNI!
Mogiły ułożone są równolegle przodem do wejścia. Nagrobki mają formę małych betonowych stel z odlanym krzyżem lub dużych betonowych stel z wysuniętą, położoną ukośnie i łamaną ścianą środkową z górującym krzyżem.

## Pochowani
Na cmentarzu w 15 grobach zbiorowych i 34 pojedynczych pochowanych jest 137 żołnierzy Armii Austro-Węgierskiej, głównie Węgrów. Walczyli w 9, 10, 11 i 16 Pułku Piechoty Honwedów oraz 5 Batalionie Saperów. Zginęli w 1915 roku podczas bitwy pod Gorlicami.

## Losy cmentarza
Po II wojnie ranga cmentarza w świadomości społeczeństwa i ówczesnych władz zmalała, przybyły bowiem nowe, świeższe cmentarze i dramatyczne historie nowej wojny. Cmentarz ulegał w naturalny sposób niszczeniu przez czynniki pogody i roślinność. Ogrodzenie i ściana pomnikowa utrzymały się w dobrym stanie.  Wiele elementów cmentarza nr 121 uległo jednak bezpowrotnemu zniszczeniu. Pola grobowe zatarły się, krzyże i stele uległy zniszczeniu. Tabliczki imienne zniknęły, lub napisy na nich uległy zatarciu. Zachowała się jednak dokumentacja cmentarza. Na jej podstawie w 2016 r. staraniem wojewody małopolskiego oraz ministra obrony Węgier wykonano remont cmentarza.

## Galeria zdjęć

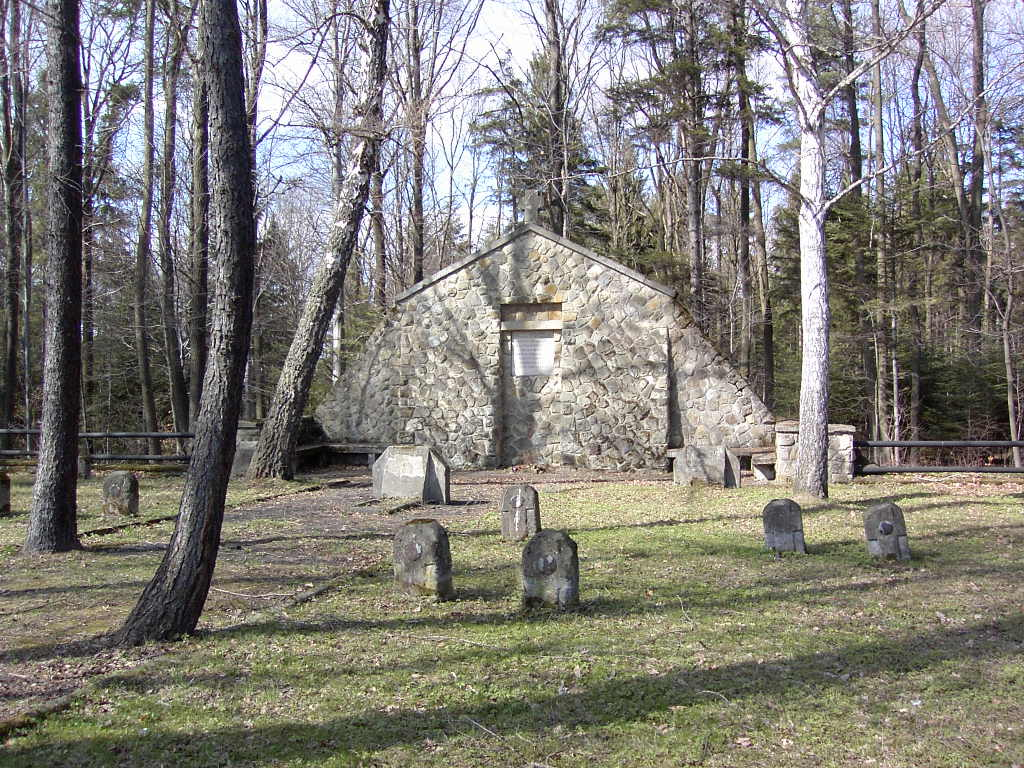
Cmentarz przed remontem
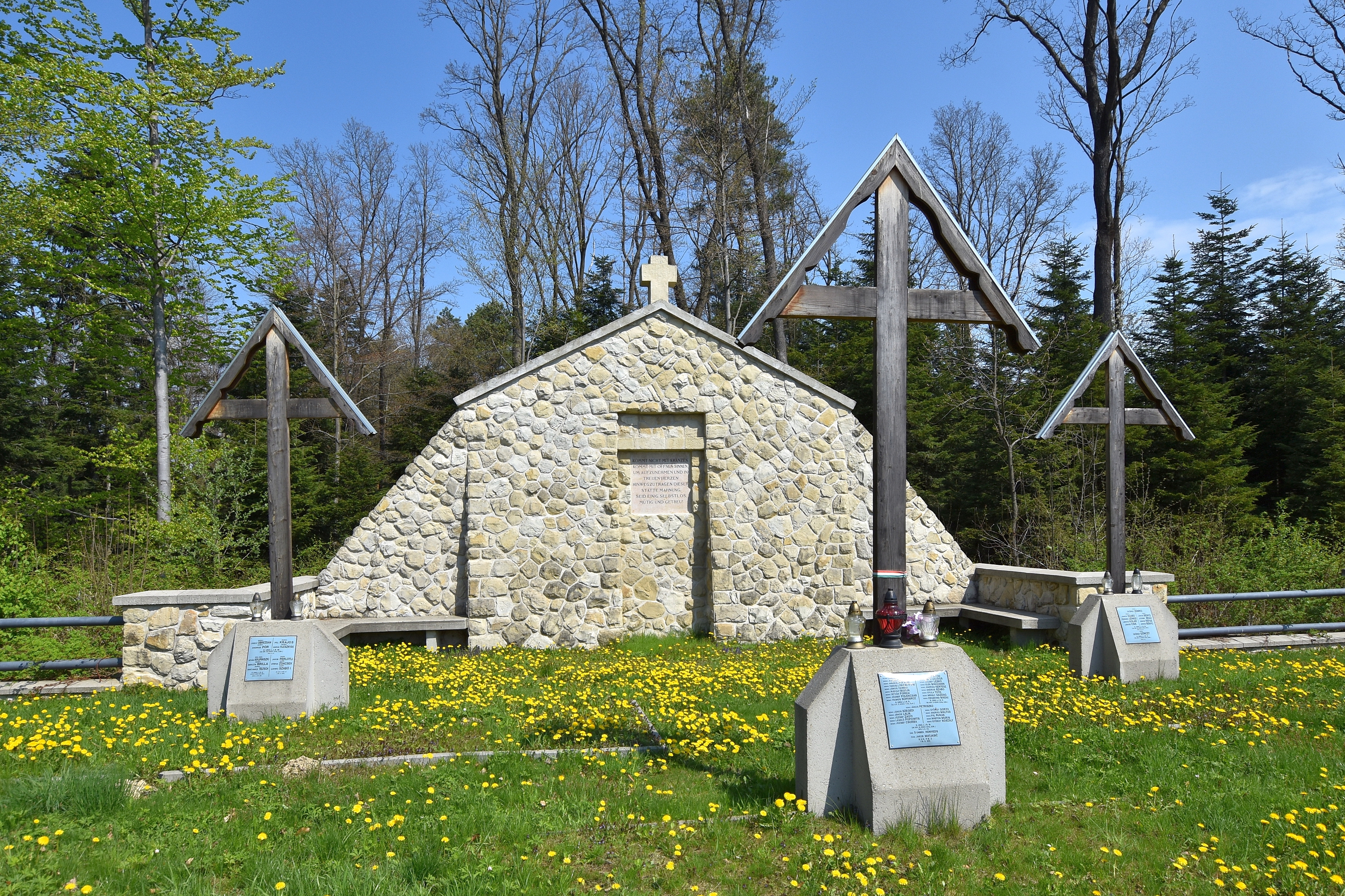
Ściana pomnikowa
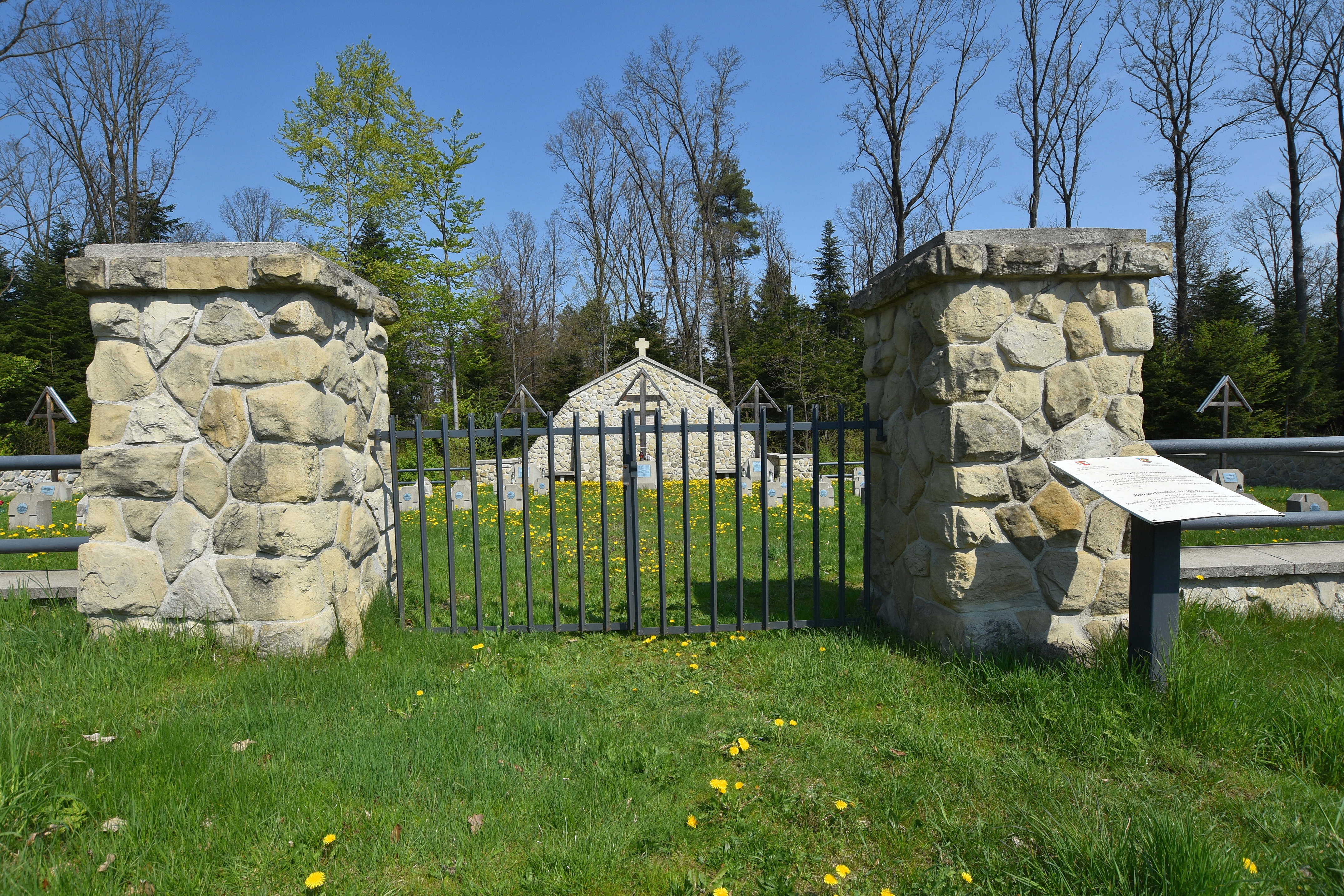
Wejście
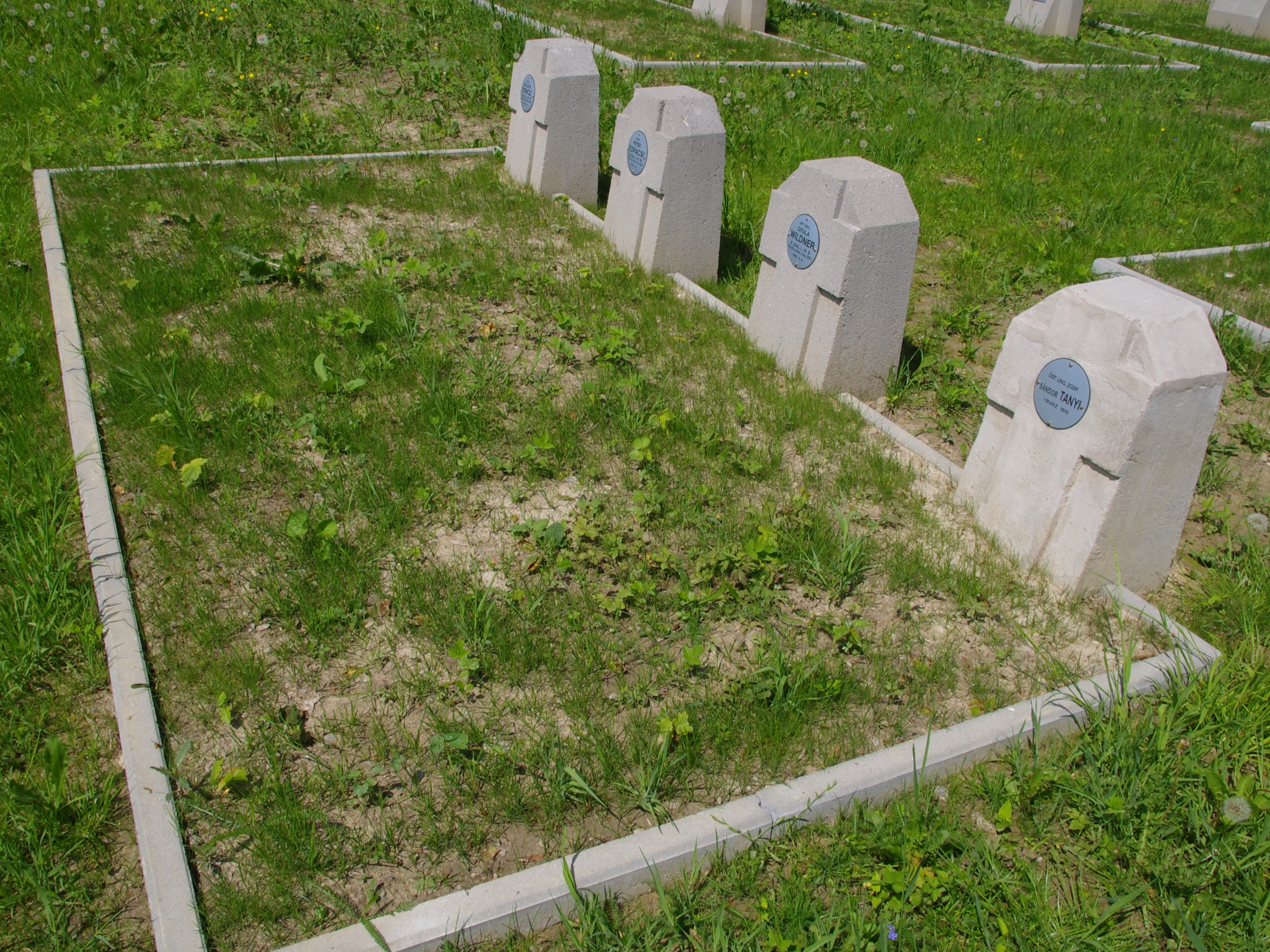
Odnowione stele